# Backberg
Backberg is een plaats in de gemeente Sandviken in het landschap Gästrikland en de provincie Gävleborgs län in Zweden. De plaats heeft 242 inwoners (2005) en een oppervlakte van 86 hectare.

## Verkeer en vervoer
Bij de plaats loopt de Länsväg 302.